# DNA 수선

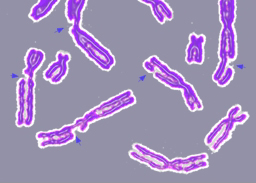
염색체의 이상으로 이어지는 DNA 손상.

DNA 수선(영어: DNA repair) 또는 DNA 복구는 세포가 그 자신의 유전체를 암호화하는 DNA 분자의 손상을 인지하고 교정하는 과정 전반을 가리킨다. 인체 세포에서는, 체내 활동과 자외선이나 방사선과 같은 환경적 요인 모두 DNA의 손상을 일으키며, 이와 같은 이유로 하나의 세포에서 하루에만 100만 개에 달하는 손상이 야기된다. DNA 분자에 대한 이와 같은 (대규모의) 손상은 손상을 입은 DNA가 암호화하는 유전자를 전사하는 세포의 능력을 변형시킬 위험이 있다. DNA에 가해진 손상은 이 외에도 세포의 유전체에 잠재적으로 해로운 돌연변이를 일으키며 결과적으로 세포가 유사 분열(mitosis)을 거친 후 딸세포의 생존에 좋지 않은 영향을 일으킬 위험이 있다. 정상적인 수선 기작과 세포 자살(cellular apoptosis) 모두 실패하게 되면, 수선 불가능한 DNA 손상으로 이어지게 된다.
세포의 종류, 세포의 연령대와 세포 외 환경과 같은 다양한 요인들이 DNA 수선의 속도를 결정한다. 손상을 입은 DNA가 많이 축적되어, 이미 일어난 손상을 효과적으로 교정할 수 없을 때에는 다음과 같은 결과가 발생할 수 있다:
1. 노화(senescence)로 알려진, 비가역적인 휴면 상태
2. 세포 예정사(programmed cell death)로도 알려진 세포 자살(cell suicide 또는 apoptosis)
3. 조절 불능 상태의 세포 분열 및 종양(tumor) 형성

세포의 DNA 수선 능력은 유전체의 온전한 상태, 더 나아가 세포와 전체 개체의 정상적인 기능을 유지하는 데 필수적이다. 수명을 관장하는 것으로 생각되었던 많은 유전자들이 DNA 손상을 교정하거나 보호하는 기능과 관련된 것이었음이 밝혀졌다. 생식세포(gamete)를 형성하는 세포들에서의 분자적인 손상을 바로잡는 데 실패하였을 때는 자손의 유전체에 돌연변이가 야기될 수 있으며, 진화의 속도 또한 영향을 받게 된다.

## DNA 손상
DNA 손상은 환경적인 요인과 정상적인 대사 활동으로 인한 요인이 맞물려 세포 하나당 매일 1,000개에서 1,000,000개 가량의 속도로 일어난다. 손상되는 DNA의 양은 전체 60억 염기(base) 서열 또는 30억 염기쌍으로 구성된 인체 게놈(genome)의 0.000165%에 불과하지만, 종양억제유전자(tumor suppressor gene)와 같은 중요한 유전자가 손상되어 회복이 불가능해졌을 때에는 세포의 정상적인 기능을 기대할 수 없게 되며 종양(tumor)이 형성될 위험 또한 높아지게 된다.
알려진 DNA 손상의 대부분은 이중 나선의 1차 구조(primary structure)에 영향을 주며, 이는 DNA를 구성하는 염기 자체에 화학적인 변형(chemical modification)이 가해짐을 의미한다. 이와 같은 변형으로 인해 기존의 이중 나선 구조에 들어맞지 않는 비정상적인 화학 결합 또는 많은 부피를 차지하는 부가적인 물질(adduct)이 도입되며 결과적으로 분자 전체의 나선 구조가 변화될 수 있다. 단백질이나 RNA와 같이 DNA가 3차 구조(tertiary structure)를 이루는 것은 아니기 때문에 국부적인 손상으로 인해 입체적인 구조가 뒤틀려버리는 등의 문제가 생기는 것은 아니지만, DNA의 경우 진핵생물의 DNA를 감싸는 단백질인 히스톤이라든지 DNA 초나선(DNA supercoil - cccDNA는 보통 뒤틀림의 힘을 받아서 이중나선의 긴 축이 3차원 공간에서 반복적으로 스스로 교차하게 된다.) 구조는 DNA 손상의 직접적인 영향을 받게 된다.

## DNA 수선(또는 수복) 기작
'필수적이지 않은' 유전자들이 손상되었을 때 세포 전체의 기능이 전체적으로 유지되는 것과는 달리, DNA 손상으로 인해 기존의 유전체가 담고 있는 필수적인 정보가 더 이상 온전하지 않게 되거나 이와 같은 정보에의 접근성이 변화하게 되면 세포가 기능할 수 없게 된다. DNA의 이중나선 구조에 가해진 손상의 종류가 다양한 만큼, 각각의 유형에 대응하기 위해 다양한 수선 기작들이 진화적으로 발달해 왔다. 상동 재조합(Homologous Recombination)의 경우 세포는 원래의 정보를 복원하기 위해 변형이 이루어지지 않은 상보적인 염기 서열의 정보를 이용하거나 자매 염색분체(chromatid)의 정보를 이용한다. 주형 가닥의 정보를 사용할 수 없는 경우에 세포는 최후의 수단으로 트랜스레전 수선(translesion repair)으로 알려진 에러프론(error-prone) 수선 기작을 활용한다.
DNA에 손상이 가해졌을 때 나선이 지니는 방사상의 배열 형태에 변형이 생기며 세포는 이와 같은 변형을 감지할 수 있다. 변형이 이루어진 곳 또는 이와 가까운 서열에 DNA를 수선하기 위한 분자들이 결합하며, 이들은 여기에 다른 분자들이 붙어 복합체를 이루게 유도함으로써 실질적인 수선 과정이 이루어질 수 있게 한다. 수선 과정에 관여하는 분자들의 종류와 수선 기작 모두 발생한 손상의 종류 또는 그 세포가 속한 세포 주기(cell cycle)에 의존한다.

## DNA 손상에 대한 전반적인 반응
전리 방사선(ionizing radiation)이나 자외선(ultraviolet), 또는 화학 물질에 노출되었을 때 기존의 결합 형태에 비해 부피를 많이 차지하는 DNA 손상 부위가 세포 내에 다발적으로 생성된다. 이와 같은 DNA 손상 물질(DNA damaging agent)들은 DNA 뿐만 아니라 단백질, 탄수화물, 지질(lipid)과 RNA와 같은 세포 내 다른 생체 분자(biomolecule)에도 손상을 가할 수 있다. 양가닥절단(double strand break, DSB)이나 복제분기점(replication fork)의 형성을 지연시키는 등의 변화가 손상에 대한 반응을 촉진하는 것으로 알려져 있다. 이와 같은 반응은 세포 자신의 정보를 보존하는 것에 그 초점이 맞추어져 있으며 그로 인해 여러 분자가 관여하는 복구 기작(macromolecular repair)이나 레전 바이패스(lesion bypass) 또는 세포자살(apoptosis)와 같은 반응들이 개시된다. 이와 같은 반응들의 일반적인 특성으로 다양한 유전자의 유도나 세포 주기 조절(cell cycle arrest), 세포 분열(cell division)의 억제를 들 수 있다.

## 같이 보기
- 세포 주기
- DNA 복제
- 오류 검출 정정
- 유전자 치료
- 인간 미토콘드리아 유전학
- 수명 연장
- 프로제리아
- 생물학적 노화